# Beatriz Novaro
Beatriz Novaro Peñaloza (Ciudad de México, 13 de junio de 1953) guionista, dramaturga y poeta mexicana. Egresada del Centro de Capacitación Cinematográfica. 

## Biografía
Estudio Teatro en el Centro Universitario de Teatro de la Universidad Nacional Autónoma de México (CUT / UNAM) y Guionismo en el Centro de Capacitación Cinematográfica (CCC).
Los inicios de Beatriz como guionista se remontan a sus épocas de estudiante de teatro en la UNAM, donde su gusto por contar historias se convierte en deseo por proyectarlas en la pantalla, así junto con su hermana María Novaro, quien estudiaba dirección en el Centro Universitario de Estudios Cinematográficos, comienza sin mucha experiencia a escribir y poco a poco la práctica le iría enseñando cómo es la escritura del guion cinematográfico, después la escritora se interesó por compartir su experiencia al impartir cursos intensivos.
“El guionismo se considera tradicionalmente un trabajo femenino, pues tiene elementos parecidos al rol de la mujer; está en un segundo plano y al momento en que pasa a la pantalla desaparece, como si nunca hubiera existido, tal como pasa con el trabajo doméstico".

## Obras
En 1987, coescribió el cortometraje Azul celeste, dirigido por María Novaro, que formó parte del proyecto de Historias de la Ciudad, este cortometraje recibió los premios Quinto Centenario por Mejor Producción Iberoamericana y el Danzante de oro, en el Festival Filmes Cortos de Huesca, España.
En 1989 se integró a la industria nacional como coguionista del largometraje Lola, de la directora María Novaro. Por dicho trabajo María y Beatriz Novaro recibieron varios premios, entre ellos el Ariel (1990) en la categoría Mejor Guion Cinematográfico, cabe señalar que por el guion de Lola, las hermanas Novaro recibieron, en 1988, de la Escuela Internacional de Cine y Televisión de San Antonio de los Baños, Cuba una beca para asistir al taller de Guion y Dirección, en junio de 1989, el Sundance Institute las becó para participar en los talleres de Guion y Dirección de actores. 
Posteriormente coescribió Danzón (1990), que estuvo bajo la dirección de María Novaro. En esta película se relata lo agradable que resulta ser una mujer soltera y como se puede vivir felizmente en un México lleno de música y color. Danzón mereció el premio Heraldo en la categoría Mejor Guion.
En 1991 participó en el guion del cortometraje Los bajos fondos (Dir. Cesar Sandoval), que produjo TV UNAM. Después, en 1993, trabajó con su hermana María en el guion de El jardín del Edén (Dir. María Novaro) sobre la frontera norte del país, para el proceso de escritura del guion solicitaron, en 1992, una beca a la Fundación Mac Arthur Rockefeller y con la aportación de  ésta trabajaron durante año y medio en Tijuana y los Estados Unidos. En 1994, Beatriz recibió  por su trabajo en El jardín del Edén el Premio al Mejor Guion, en el Festival de Cartagena, Colombia. 
En 1995 escribió junto con Enrique Rentería el guion cinematográfico Andrómeda, este trabajó ganó el primer lugar de la Primera Bienal de Guiones Cinematográficos que organizó la Sociedad General de Escritores de México (SOGEM), TELEVICINE, FECINE. Sobre esta experiencia Enrique Rentería él comentó "trabajar con Beatriz Novaro fue grato. Es una mujer muy inteligente, muy accesible, muy intuitiva emocionalmente para los guiones, pues aporta una gran dosis de poesía..."
En 1998 fue Subdirectora del Área de Guion del IMCINE.
En el 2002 trabajó junto a Valentina Leduc Navarro en el argumento de Changos en la cama. Sobre el trabajo de Beatriz, Leduc comentó "Beatriz es alguien que le entra de verdad, muy en serio, en lo emocional. Es muy sensorial en lo que escribe. De ella aprendí a enfrentarme a la escritura y varias cosas de metodología."
En el 2008 recibió el reconocimiento al Escritor Cinematográfico, fue elegida entre 33 miembros de la comunidad cinematográfica, otorgado por la SOGEM, Filmoteca de la UNAM, IMCINE, CUEC y CCC.
Beatriz además de realizar sus propios guiones, ha asesorado otros y ha colaborado con las historias de guionistas como Fernando Eimbcke en la película “Lake Tahoe”, Paula Marcovich en “El premio”, en “La Ciénega” de la argentina Lucrecia Martel, además de diversas cintas brasileñas y de otros países.
Además ha escrito piezas teatrales, Manga de clavo (con Juan Tovar) y De Paso; la novela Cecilia todavía y el poemario Desde una banca del parque. Publicó los guiones Danzón (Ediciones El Milagro, México 1994) y Lola (CONACULTA / Plaza y Valdés, México 1995. Actualmente es coordinadora de la materia de Guion en el CCC.

## Filmografía
- Historias de la Ciudad / Azul celeste (Dir. María Novaro, 1987) Guion: María Novaro, Beatriz Novaro.
- Lola (Dir. María Novaro, 1989) Guion: María Novaro, Beatriz Novaro.
- Danzón (Dir. María Novaro, 1990) Guion: María Novaro, Beatriz Novaro.
- Los bajos fondos (Dir, César Sandoval, 1991). Guion: Sergio Gonzáles, Beatriz Novaro.
- El jardín del Edén  (Dir, César Sandoval, 1993) Guion: María Novaro, Beatriz Novaro.